# Maria Luisa von Bourbon-Sizilien

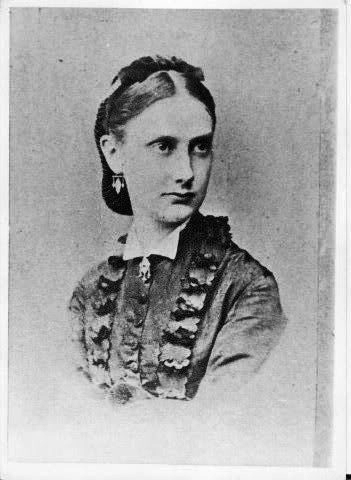
Maria Luisa Prinzessin von Bourbon-Parma und Bourbon-Sizilien (1855–1874)

Maria Luisa Immacolata di Borbone (* 21. Januar 1855 in Neapel, Italien; † 23. Februar 1874 in Pau, Armagnac) war eine Prinzessin von Bourbon-Parma und Bourbon-Sizilien.

## Leben
Maria Luisa war eine Tochter von König Ferdinand II. beider Sizilien und dessen Ehefrau Erzherzogin Maria Theresia Isabella von Österreich. Sie hatte elf Geschwister und war das zweitjüngste Kind.
Sie heiratete am 25. November 1873 in Cannes bei Nizza ihren Cousin (2. Grades), den 22-jährigen Prinz Heinrich Karl Ludwig Georg Abraham Paul Maria (1851–1905), auch Henri von Bourbon-Parma genannt. Ihr Ehemann war eines von vier Kindern von Herzog Karl III. von Bourbon-Parma und Prinzessin Louise Marie Therese von Frankreich. Maria Luise starb jedoch bereits drei Monate später im Alter von 19 Jahren am 23. Februar 1874 in Pau. Ihr verwitweter Ehemann heiratete als 25-Jähriger in zweiter Ehe am 15. Oktober 1876 in Salzburg die 18-jährige Infantin Adelgunde von Portugal (1858–1946). Auch diese Ehe der beiden blieb ohne Nachwuchs. Adelgunde hatte aber neun Fehlgeburten.
Ihre sechs Jahre ältere Schwester Prinzessin Maria Pia von Bourbon-Sizilien (1849–1882) heiratete vier Jahre vor ihr am 5. April 1869 in der Kathedrale San Martino in  Lucca ihren Cousin (2. Grades) Robert I. Karl Ludwig Maria von Bourbon-Parma (1848–1907). Der war ein drei Jahre älterer Bruder ihres Ehemanns Henri von Bourbon-Parma (1851–1905) und der letzte regierende Herzog von Parma, Piacenza und Guastalla.  Aus dieser Ehe gingen zwölf Kinder hervor. Wahrscheinlich durch die zu nahe Verwandtschaft der Eheleute waren einige Kinder geistig und körperlich behindert. Auch Schwester Prinzessin Maria Pia von Bourbon-Sizilien verstarb früh mit 33 Jahren an der Geburt ihres zwölften Kindes Augusta. Zwei Jahre später heiratete der verwitwete Robert in zweiter Ehe am 15. Oktober 1884 auf Schloss Fischhorn nahe Zell am See die Infantin Maria Antonia von Portugal (1862–1959). Sie war die Schwägerin ihres sie überlebenden Ehemanns Henri von Bourbon-Parma und jüngste Schwester von dessen Ehefrau Adelgunde von Portugal (1858–1946). Auch aus dieser zweiten Ehe gingen zwölf Kinder hervor. 

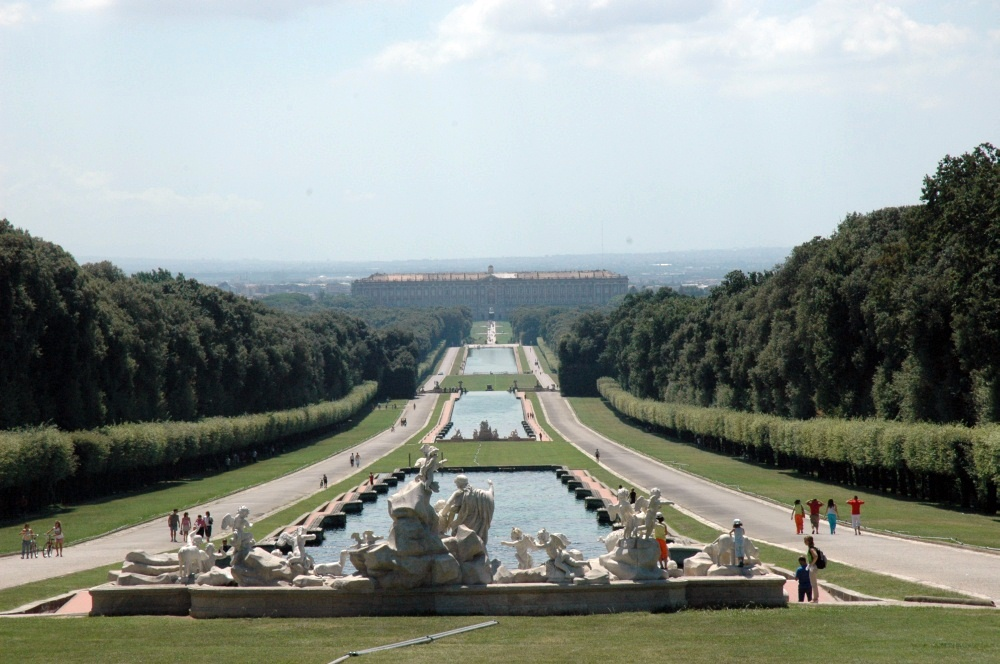
Caserta, ihr Geburtsort, der bourbonische Königspalast
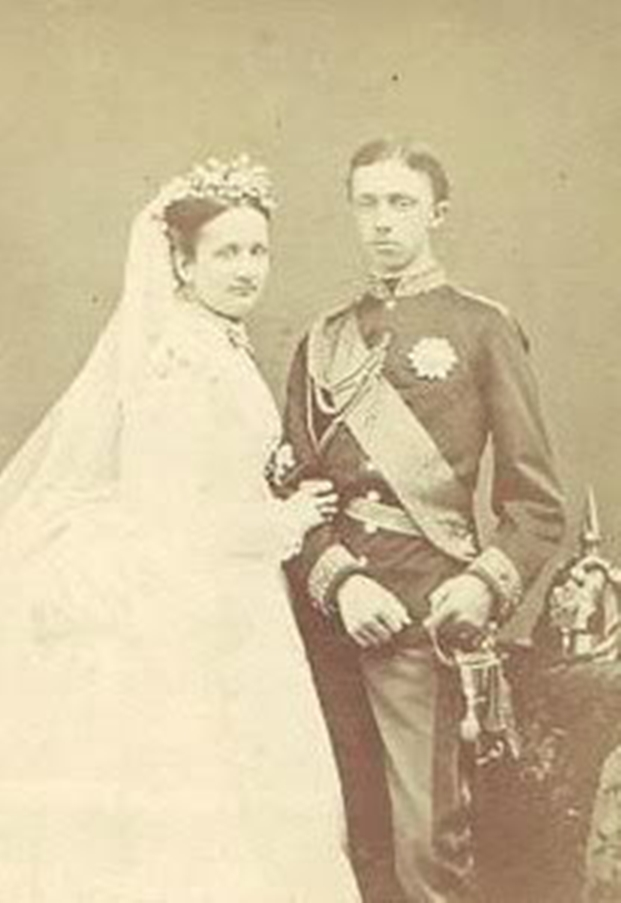
Hochzeitsbild ihrer Schwester Prinzessin Maria Pia von Neapel-Sizilien (1849–1882) mit Robert I. Karl Ludwig Maria von Bourbon-Parma, dem älteren Bruder ihres Ehemanns Henri von Bourbon-Parma
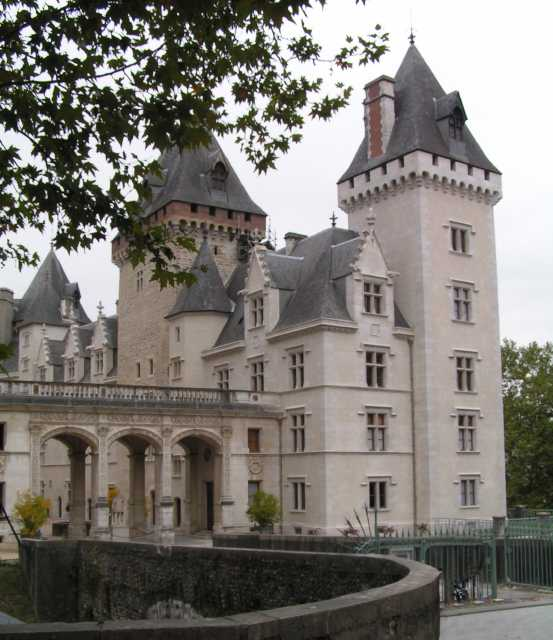
Château de Pau (Armagnac), ihr Todesort